# Futuna (Vanuatu)
Pour les articles homonymes, voir Futuna (homonymie).
Futuna (également appelée West Futuna pour la distinguer de Futuna à Wallis-et-Futuna) est une île volcanique de la province de Taféa au Vanuatu. C’est la terre la plus orientale du pays. Située en mer de Corail, l'île a cependant sa côte est riveraine de l'océan Pacifique.  Le volcan n’est plus actif depuis le Pléistocène, il y a 11 000 ans. Son sommet atteint 643 m. Elle était peuplée en 2009 de 526 habitants. En 1936, elle comptait 259 habitants. C’est une exclave polynésienne où l'on parle le futuna-aniwa.

## Population

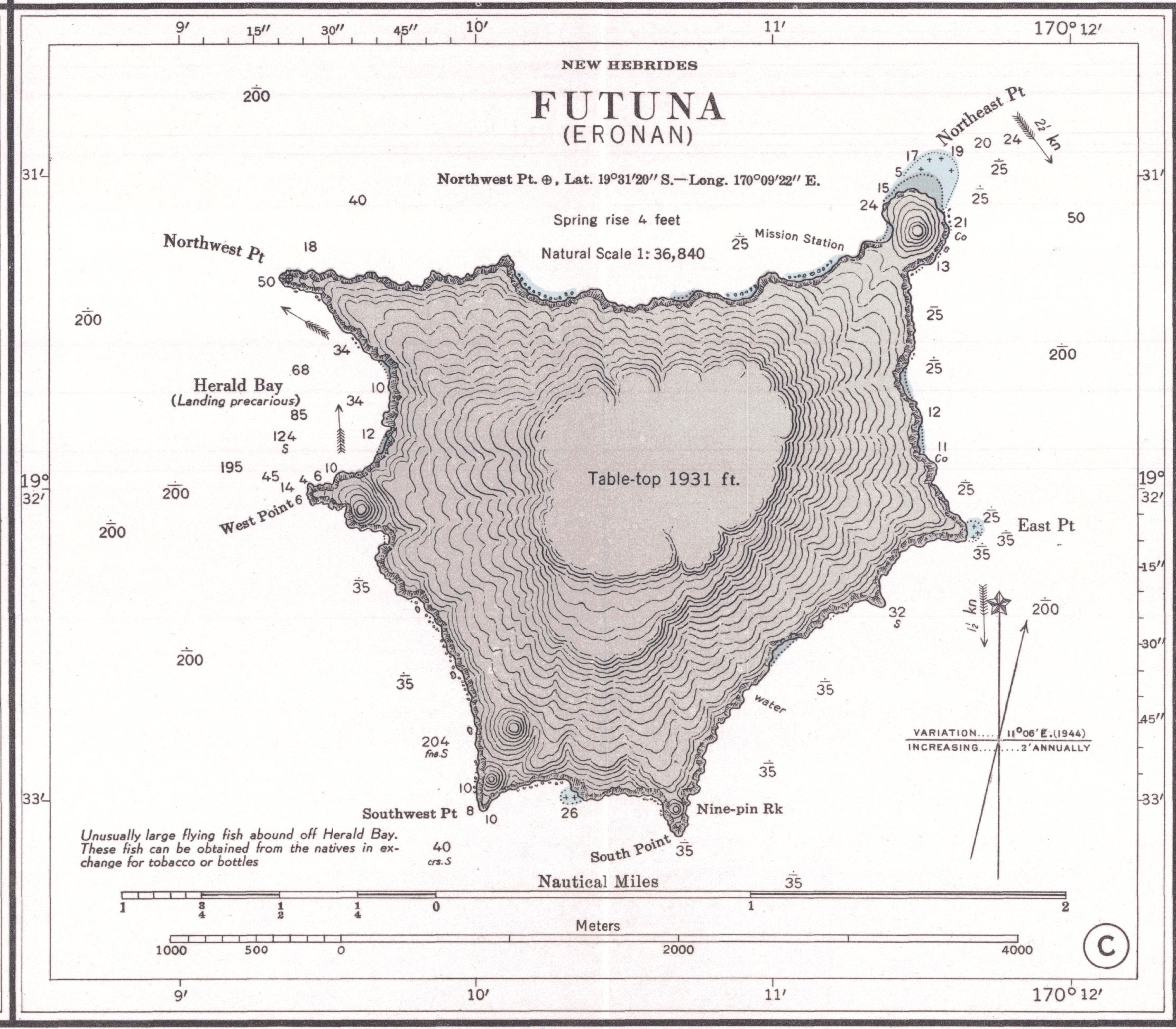
Carte de Futuna de 1901.

L'origine des habitants de Futuna est encore incertaine, même si l'on sait qu'ils sont issus de la Polynésie occidentale. Dans sa thèse de 1966, Donn T. Bayard estime que l'île a été peuplée par des habitants provenant de l'île d'Emae, même s'il est possible que Futuna (à Wallis-et-Futuna) ait fournit une partie de la population lors d'une migration ultérieure. En effet, Futuna ne possède pas de lagon, contrairement à d'autres îles voisines comme Wallis, et les famines et les guerres ont sans doute poussé les Futuniens à partir à la recherche de nouvelles îles - sans compter les pêcheurs infortunés dérivant au large.
Il est possible que le nom Futuna ait été donné par erreur à l'île, les voyageurs croyant reconnaître l'île polynésienne de Futuna : cela se retrouve également pour Tikopia (confondue avec Cikobia aux Fidji), Anuta (Yanuca aux Fidji) ou encore Aniwa (confondue avec Niua).
L'île a développé de nombreux contacts avec l'île voisine de Tanna, ce qui s'est notamment traduit sur le plan linguistique par des emprunts dans les langes de Tanna (voir futuna-aniwa pour plus de détails).
Les cinq villages de Futuna sont Iasoa, Ipao, Matin’gi, Napoua et Mohoun’gha.

## Galerie

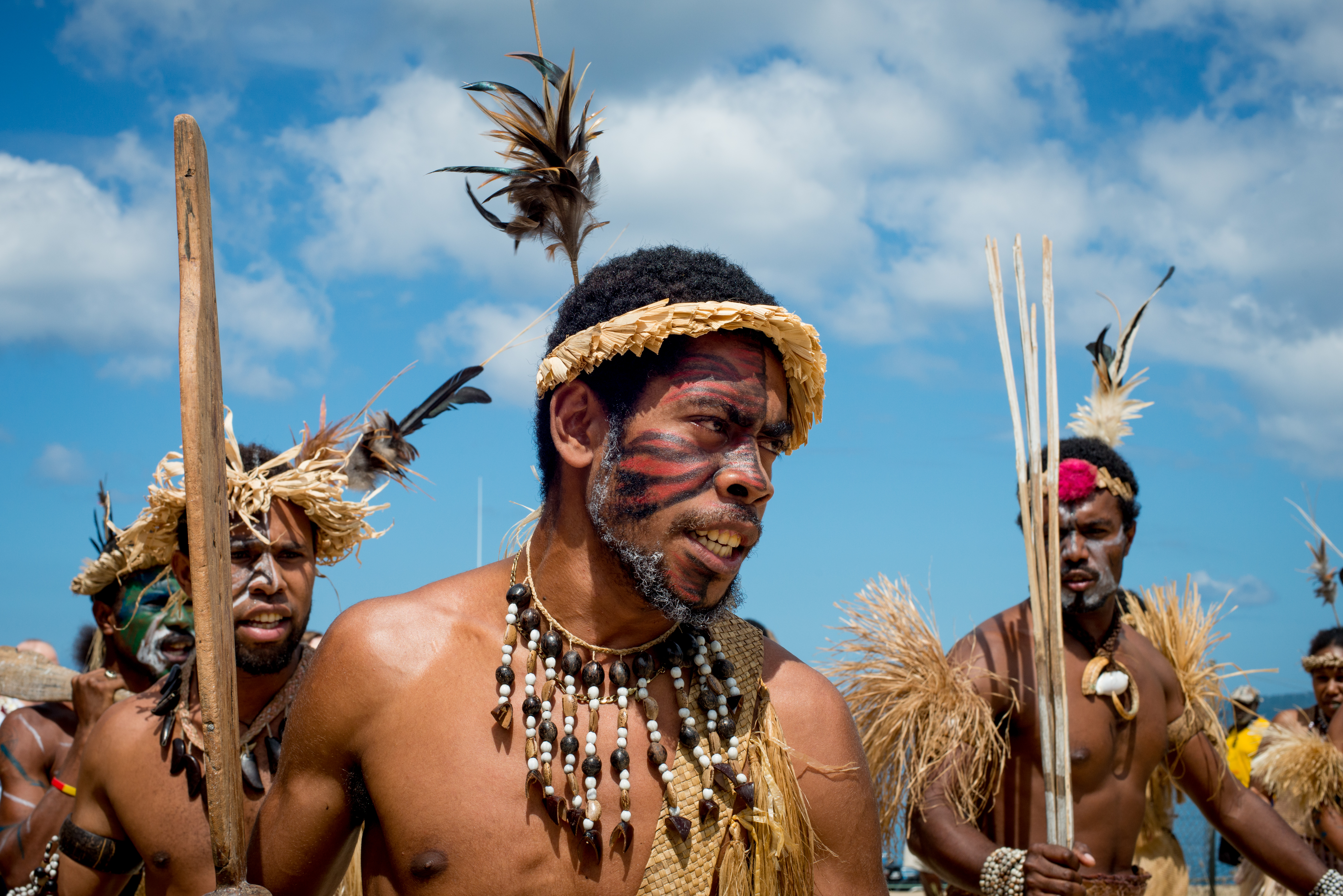
Des danseurs traditionnels de Futuna.
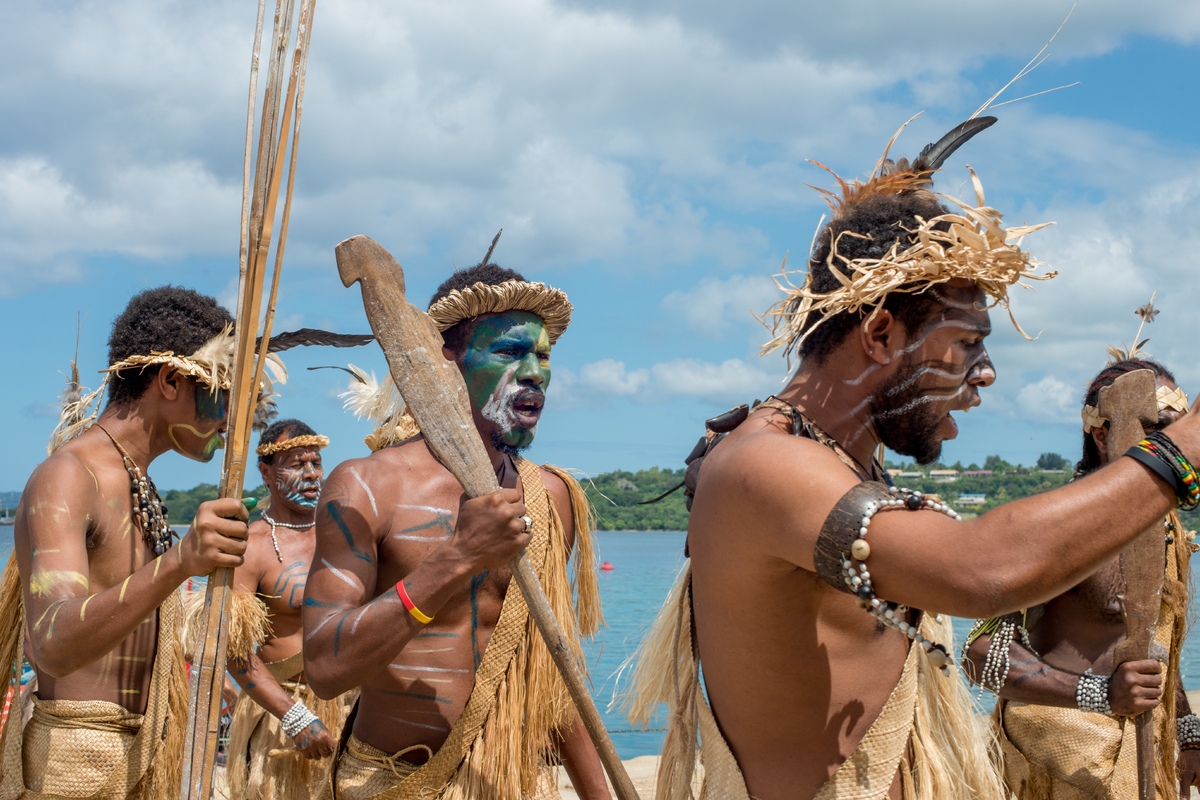
Des danseurs traditionnels de Futuna.
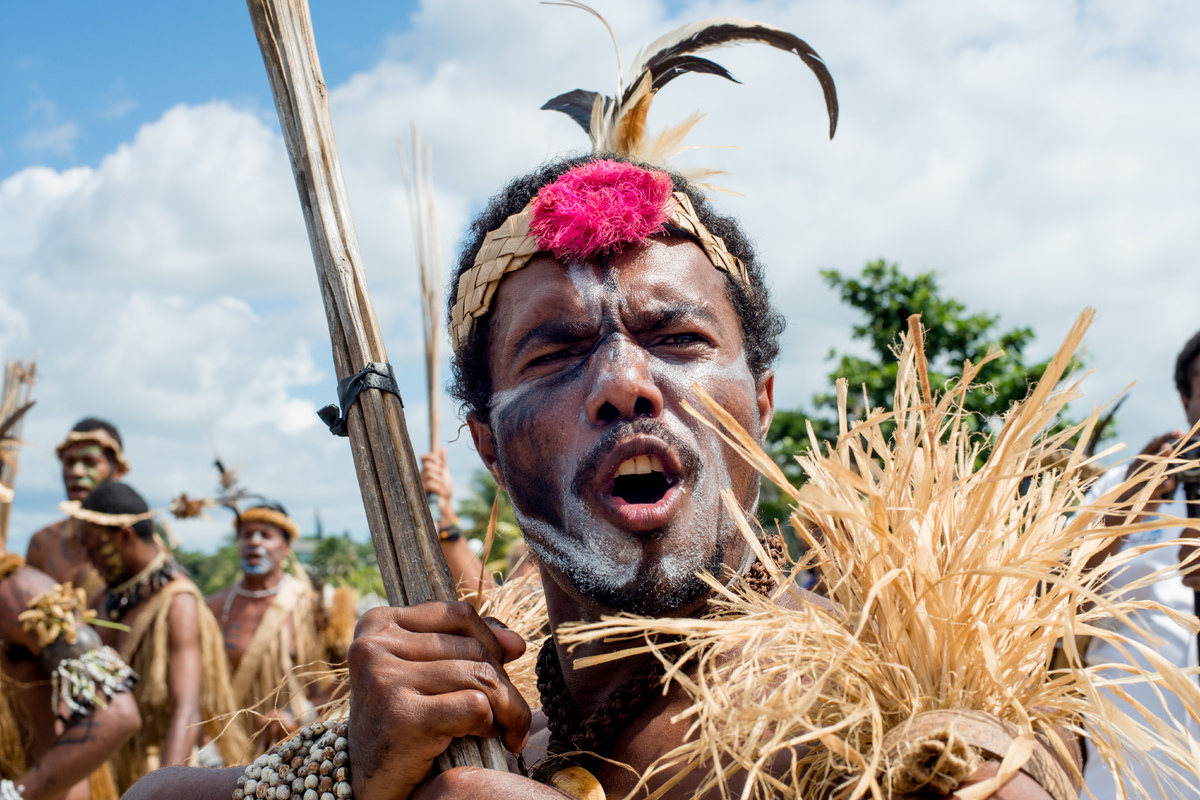
Un danseur de Futuna en tenue traditionnelle
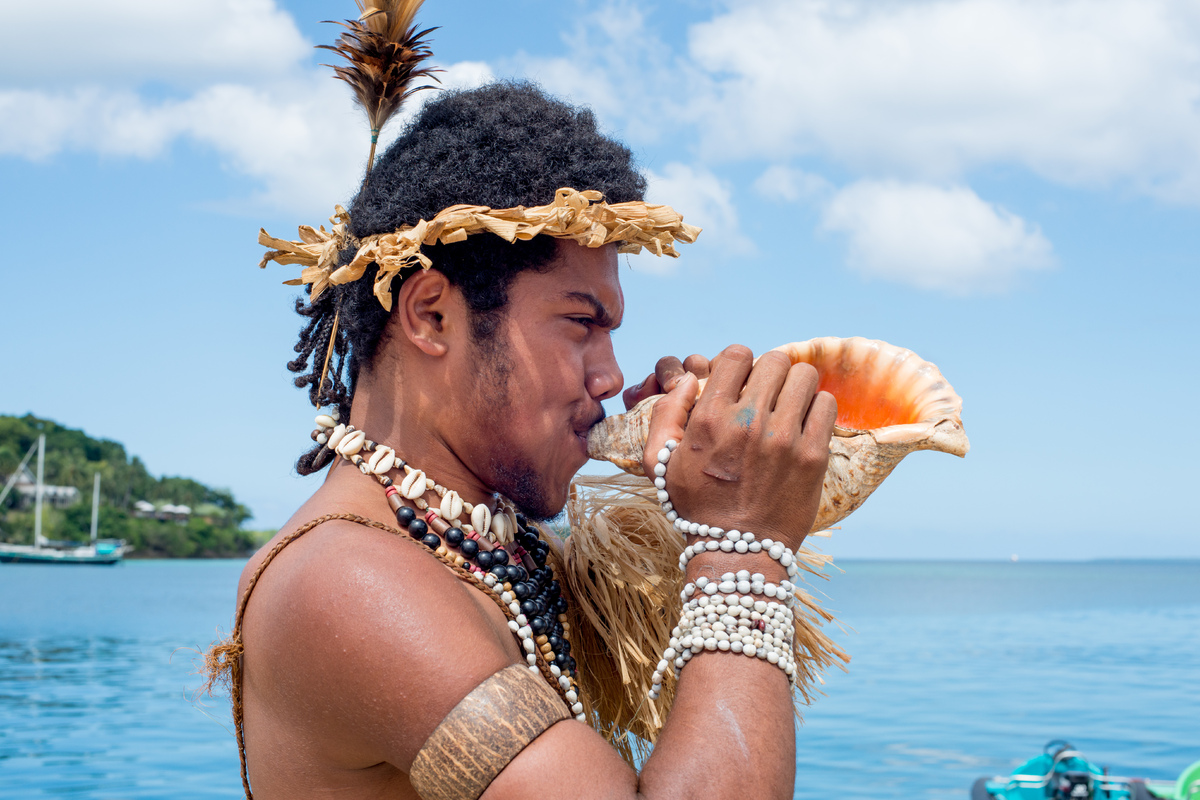
Un Futunien souffle dans une conque